# Orman Falls
Die Orman Falls sind ein Wasserfall im Mount-Aspiring-Nationalpark auf der Südinsel Neuseelands. Er liegt im Lauf des Orman Creek, der unmittelbar nach dem Wasserfall in den Haast River mündet. Seine Fallhöhe beträgt rund 10 Meter.
Der New Zealand State Highway 6 führt 119 km hinter Wanaka zu einem ausgewiesenen Parkplatz, von dem aus der Wasserfall direkt einsehbar ist.